# ویلیام وادینگتون
ویلیام هنری وادینگتون (William Henry Waddington) (11 دسامبر ۱۸۲۶ –۱۳ ژانویه ۱۸۹۴)، یک سیاستمدار فرانسوی بود که در ۱۸۷۹ میلادی به عنوان نخست‌وزیر و بعداً به عنوان سفیر فرانسه خدمت نمود.

## دوران کودکی و تحصیل
وادینگتون در شاتو سنت-ریمی در اور-ا-لورا زاده شد، او فرزند یک صنعت‌کار سرمایه‌دار فرانسوی به‌نام توماس وادینگتون بود، کسی که خانواده‌ش یک شرکت بزرگ تولید پنبه را به‌نام Établissements Waddington fils et Cie تأسیس نموده بود.
پدر و مادر وی به‌نام اَنی (نام خانوادگی هنگام تولد چیسهولم) شهروندی فرانسه را دریافت نموده بودند و وادینگتون تحصیلات ابتدایی خود را در دبیرستان لویس-لی-گراند در پاریس کسب نمود. بعد از آن، او به مدرسه راگبی در بریتانیا فرستاده شد و تحت سرپرستی عموی خود، والتر شیرلی قرار گرفت. پس از اتمام دوره مدرسه در راگبی، او شامل کالج ترینیتی در دانشگاه کمبریج شد؛ بعد از آن فوق لیسانس خود را در رشته هنرها (MA) اخذ نمود و جایزه دوم را در مطالعات کلاسیک و مدال طلای چانسیلور که یک مدال با ارزش است را برنده شد.
وادینگتون شامل تیم هشت نفری روئینگ (نوعی قایق‌رانی) دانشگاه کامبریج بود که در مسابقه قایق‌رانی میان آکسفورد و کامبریج در رود تیمز در مارس ۱۸۴۹ شرکت کرد و تیم وی برنده شد؛ اما او در مسابقه بعدی که در دسامبر همان سال انجام شد و آکسفورد برنده شد، شرکت نکرد.

## حرفه

### تحقیقات باستان‌شناسی
پس از بازگشت به فرانسه، وادینگتون چند سال خود را وقف تحقیقات باستان‌شناسی نمود. او به سراسر آسیای صغیر (آناتولی)، یونان و سوریه سفر کرد و جزئیات تجربیات و اکتشافات وی در دو خاطره منتشر شد، اولی توسط بنیاد فرانسه و دومی پس از آن در مقاله وی تحت عنوان مجموعه سکه‌شناسی و فلسفی («Mélanges de numismatique et de philologie»، ۱۸۶۱ میلادی) به چاپ رسید.
به استثنای جستار وی در مورد «کلیسای پروتستان در فرانسه» که در ۱۸۵۶ میلادی در جستارهای کمبریج منتشر شد، سایر کارهای وی تماماً پیرامون باستان‌شناسی است. این کارها شامل فهرست حاکمان ولایت‌های آسیایی امپراطوری روم («Fastes des Provinces Asiatiques de l'Empire Romain»، ۱۸۷۲) و نسخه‌های از فرمان دیوکلسین در مورد حد اکثر قیمت‌ها و Voyage archéologique اثر فیلیپی لی باس (۱۸۶۸ – ۱۸۷۷ میلادی) است.
وادینگتون که عضو انجمن عتیقه‌شناسان لندن بود، در ۱۸۶۵ میلادی به عنوان عضو فرهنگ‌ستان کتیبه‌شناسی و زبان‌های باستانی فرانسه انتخاب گردید.

### مجلس نمایندگان فرانسه
پس از رقابت‌های ناموفق در سال‌های ۱۸۶۵ و ۱۸۶۰ میلادی برای کسب کرسی نماینده شهرستان اِن در مجلس نمایندگان فرانسه، وادینگتون در ژانویه ۱۸۷۱ میلادی به عنوان نماینده مجلس انتخاب شد. در ۱۸۷۳ میلادی، وی به عنوان وزیر آموزش ملی در دور دوم حکومت کوتاه مدت نخست‌وزیر دوفور که از ۱۸ تا ۲۴ می ۱۸۷۳ دوام کرد، منصوب شد.

### سناتور از حوزه اِن
در ۳۰ ژانویه ۱۸۷۶، او به عنوان سناتور از حوزه اِن انتخاب شد و دوباره از جانب نخست‌وزیر دوفور به عنوان وزیر آموزش معرفی گردید. به او وظیفه‌ای سپرده شده بود تا لایحه‌ای را به منظور انتقال دادن قدرت بیشتر به دولت طرح نماید، کاری زیرکانه که او توانست در مجلس نمایندگان آن را مذاکره نماید، اما در سنای فرانسه شکست خورد. وی همچنین در دوره نخست‌وزیری جولیس سیمون به کار خود به عنوان سناتور ادامه داد، اما در پی بحران قانون اساسی سیزی می (Seize mai) (16 می ۱۸۸۷) بیرون انداخته شد.
پیروزی جمهوری‌خواهان در انتخابات سراسری اکتبر ۱۸۷۷ میلادی، وادینگتون را دوباره در حکومت نخست‌وزیر دوفور، به عنوان وزیر امور خارجه برگرداند. او یکی از سفیران تام‌الاختیار فرانسه در کنگره برلین بود (۱۸۷۸). روزنامه‌های فرانسه در نخست، الحاق قبرس به انگلستان را کاری که از شهرت دیپلماتیک او بسیار پایین است عنوان نمودند، اما بعداً واضح شد که در نتیجه مباحثات او با لرد سالزبری، بریتانیا توافق نموده بود تا فرانسه دست بازتر در تونس داشته باشد. در ۱۸۸۵ میلادی، او دوباره به عنوان عضو سنا انتخاب گردید.

### نخست‌وزیر فرانسه
در اوایل ۱۸۷۹ میلادی، وادینگتون در تفاهم با لئون گامبتا موافقت نمود تا به‌جای جولیس دوفور، سرپرست نخست‌وزیر شود. او با برقراری صلح میان رادیکال‌ها و مرتجعین تا زمان تأخیر اصلاحات عاجل، حمایت تمامی احزاب را از دست داد. او در ۲۷ دسامبر از سمت نخست‌وزیری استعفا داد.
او پیشنهاد آنی برای گماشته شدن به عنوان سفیر فرانسه در لندن را نپذیرفت و ترجیح داد تا در ۱۸۸۰ میلادی سمت گزارش‌دهنده کمیته پارلمانی برای انتخابات (Scrutin de liste) را قبول نماید؛ او یک داوری نامساعد کرد.

#### حکومت وادینگتون
ویلیام هنری وادینگتون – رئیس شورای وزیران و وزیر امور خارجه
- هنری فرانک اکساویر گریسلی – وزیر دفاع
- ایمیلی دی مارسیر – وزیر داخله و امور دینی
- لیون سی – وزیر مالیه
- فیلیپی لی رویر – وزیر عدلیه
- ژین برنارد ژوریگیبری – وزیر نیروهای دریایی و مناطق استعماری
- ژول فری – وزارت آموزش ملی
- چارلز دی فریسینیت – وزیر فواید عامه
- آدولف کوچیری – وزیر پُست‌ها و تلگراف‌ها
- چارلز لیپیری – وزارت زراعت و تجارت

تغییرات در وزارت‌خانه‌ها
- ۴ مارس ۱۸۷۹ – چالرز لیپیری به‌جای مارسیر به عنوان وزیر داخله و امور دینی گماشته شد؛ و پیری تیرارد به‌جای لیپیری به عنوان وزیر زراعت و تجارت تعیین گردید.

### سفیر فرانسه به لندن
وادینگتون در ۱۸۸۳ میلادی سِمت سفیر فرانسه مقیم لندن را پذیرفت. او برای ده سال تا ۱۸۹۳ میلادی در این سمت باقی ماند و خانم وی، ماری السوپ کینگ، در خلال این مدت برخی خاطره‌های تجارب دیپلماتیک آن‌ها را نوشت – نامه‌های زن دیپلمات، ۱۸۰۰–۹۰۰ (نیویورک، ۱۹۰۳) و نامه‌های ایتالیایی خانم دیپلمات (۱۹۰۴) که بعد از مرگ شوهرش به چاپ رسید.

## زندگی شخصی
خانم اول وادینگتون که در ۱۸۵۰ میلادی با وی ازدواج کرده بود، متیلدی نام داشت (متوفی ۱۸۵۲) و دختر بانک‌دار، هنری لوتیروت بود. آن‌ها یک فرزند به‌نام هنری داشتند (۱۸۵۲ – ۱۹۳۹ میلادی) که در ارتش فرانسه تورن/سروان بود و با ایمیلی دی لی روبرتی ازدواج نموده بود.
وادینگتون در ۱۸۷۴ میلادی در پاریس با خانم دوم خود به‌نام ماری السوپ کینگ (متوفی ۱۹۲۳) ازدواج کرد، السوب که نویسنده و متولد نیویورک بود دختر نماینده کنگره آمریکا و نهمین رئیس کالج کلمبیا، چارلز کینگ بود (از خانم دومش به‌نام هنریتا لیستون لو که نویسنده سفر بود). آن‌ها یک پسر به‌نام فرانسیس ریچارد داشتند که با دختر دریاسالار، ژین-چارلز-الگساندر سالندروز دی لامورنایکس به‌نام چارلوتی (در ۱۸ ژانویه ۱۹۰۳، پاریس) ازدواج کرد.
چارلوتی نوه چارلز سالندروز دی لامورنایکس بود.

### افتخارات
- صلیب بزرگ، لژیون دونور
- مدرک افتخاری دکترای حقوق (Cantab)

## ارجاعات
1. ↑  "Waddington, William Henry (WDNN845WH)". A Cambridge Alumni Database. University of Cambridge.
2. ↑  Walter Bradford Woodgate Boating 1888
3. 1 2 3 4 5 6  Chisholm 1911.
4. ↑  also see Gouvernement Jules Dufaure II (french)
5. 1 2  www.senat.fr
6. ↑  "MADAME WADDINGTON, AUTHOR, DIES IN PARIS; Former Mary A. King Was the Widow of Ex-French Ambassador to England". The New York Times. 1 July 1923. Retrieved 9 May 2017.
7. ↑  Griffith, William (18 December 1904). "AS MME. WADDINGTON SEES NEW YORK. ; Brilliant American Woman Whose Husband Was Once Premier of France, Gives Her Impressions of Her Native City Which She Is Visiting After An Absence of 38 Years. Extraordinary Opportunities for Social and Intellectual Intercourse with Eminent Men and Women of the Old World Enjoyed by the Granddaughter of Rufus King -- Her Reminiscences of Diplomatic Life and Defense of the Marriage of American Girls to Titled and Distinguished Foreigners -- Regrets the Importance Given to Money in New York's Social Regime. MME. WADDINGTON'S IMPRESSION OF NEW YORK AFTER THIRTY-EIGHT YEARS' ABSENCE". The New York Times. Retrieved 9 May 2017.
8. ↑  Times, Special Cable to the New York (18 January 1903). "DOINGS OF SOCIETY IN FRANCE; Brilliant Marriage of Mile. Sallandrouze de Lamornaix and M. Waddington -- James H. Hyde Praised by French Papers". The New York Times. Retrieved 9 May 2017.